# Уоруик Дейвис
Уоруик Ашли Дейвис (на английски: Warwick Ashley Davis) (роден на 3 февруари 1970 г.) е английски актьор. Играе главните роли във филмите „Уилоу“ и „Леприкон“, еуока Уикет в „Междузвездни войни: Епизод VI - Завръщането на джедаите“, както и ролите на професор Флитуик и Грипкук в поредицата „Хари Потър“.